# Tetragnatha khanjahani
Tetragnatha khanjahani är en spindelart som beskrevs av Biswas och Dinendra Raychaudhuri 1996. Tetragnatha khanjahani ingår i släktet sträckkäkspindlar, och familjen käkspindlar.
Artens utbredningsområde är Bangladesh. Inga underarter finns listade i Catalogue of Life.